# Лептирићи (ТВ серија)
Лептирићи (енгл. Heartstopper) британска је телевизијска серија коју је створила Алис Осман за Netflix. Темељи се на истоименом веб-стрипу и графичком роману који је написала Осман. Серија говори о Чарлију Спрингу (Џо Лок), геј ученику који се заљубљује у друга из разреда, Ника Нелсона (Кит Конор). Такође приказује животе других тинејџера из Чарлијевог разреда и њихове проблеме.
See-Saw Films је 2019. купио телевизијска права за серију, а Netflix је 2021. стекао права на дистрибуцију. Режију потписује Јурос Лин. Снимање је трајало од априла до јуна исте године, а најаве су приказиване током читавог овог периода. Различите песме коришћене су за саундтрек, поред оригиналне музике Адискар Чејс. Током треће сезоне улогу редитеља преузео је Енди Њубери.
Приказана је 22. априла 2022. Добила је позитивне рецензије критичара, посебно због свог тона и темпа, као и због приказа ЛГБТ+ заједнице. Одмах је стекла популарност, док је за само два дана била међу 10 најгледанијих серија на енглеском језику на платформи Netflix. Такође је подстакла популарност графичких романа, као и песама из серије. Освојила је више награда Еми. У априлу 2025. Netflix је наручио дугометражни филм Лептирићи који ће уједно бити и завршница серије.

## Радња
У овој серији о одрастању, тинејџери Чарли и Ник носе се са школом и првим љубавима, те открију да би њихово неочекивано пријатељство заправо могло бити нешто више.

## Улоге

### Главне
- Кит Конор као Николас „Ник” Нелсон
- Џо Лок као Чарлс „Чарли” Спринг
- Вилијам Гао као Тао Сју
- Јасмин Фини као Ел Арџент
- Корина Браун као Тара Џоунс
- Кизи Еџел као Дарси Олсон
- Тоби Донован као Ајзак Хендерсон
- Џени Волсер као Викторија „Тори” Спринг
- Себастијан Крофт као Бенџамин „Бен” Хоуп
- Кормак Хајд Корин као Хари Грин
- Рија Норвуд као Имоџен Хини
- Фисајо Акинаде као господин Аџеји
- Четна Пандија као тренерка Синг
- Стивен Фрај као глас директора Барнса
- Оливија Колман као Сара Нелсон

### Споредне
- Аралојин Ошунреми као Отис Смит
- Ашвин Вишванат као Сај Верма
- Џорџина Рич као Џејн Спринг
- Џозеф Балдерама као Џулио Спринг
- Момо Јунг као Јан Сју
- Алан Туркингтон као господин Ланг

## Епизоде
| Сезона | Сезона | Епизоде | Епизоде | Оригинална објава | Оригинална објава |
| ------ | ------ | ------- | ------- | ----------------- | ----------------- |
|        | 1.     | 8       | 8       | 22. април 2022.   | 22. април 2022.   |
|        | 2.     | 8       | 8       | 3. август 2023.   | 3. август 2023.   |
|        | 3.     | 8       | 8       | 3. октобар 2024.  | 3. октобар 2024.  |